# Liste der Royal Consorts der britischen Monarchen

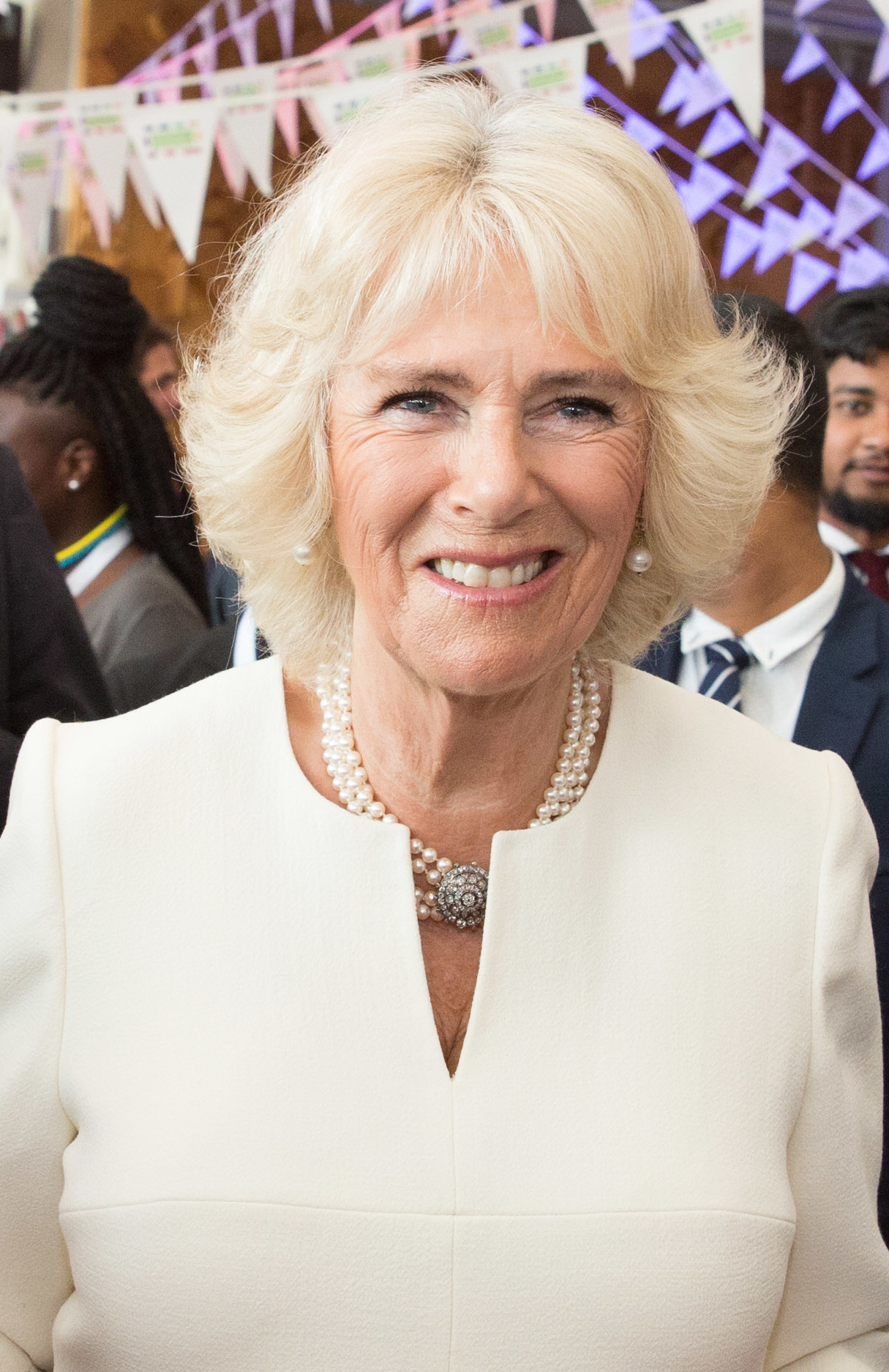
Queen Camilla (2018 als Duchess of Cornwall)

Die Liste der Royal Consorts der britischen Monarchen listet chronologisch alle Ehepartner der britischen Monarchen seit dem Zusammenschluss der Königreiche England und Schottland und der damit verbundenen Entstehung des Königreiches Großbritannien im Jahr 1707 bis zum heutigen Zeitpunkt auf.
Die Ehegattin des britischen Königs wird in der Regel als Queen Consort bzw. oftmals auch nur als Queen bezeichnet. Frauen als regierende Königinnen (Queen Regnant) sind seltener, weshalb es für die Position eines männlichen Royal Consort auch an einer festgelegten Bezeichnung fehlt. So wurde Albert von Sachsen-Coburg und Gotha, dem Gemahl von Königin Victoria, 1857 der offizielle Titel eines Prince Consort verliehen, während Philip, Duke of Edinburgh, der Gemahl von Elisabeth II. an 1957 den Titel eines Prinzen (Prince) trug. Die einzige nicht gekrönte Queen Consort war Wallis Simpson, die Duchess of Windsor. Ihr Geliebter, der damalige König Eduard VIII., Onkel von Königin Elisabeth II. dankte noch im selben Jahr ab. 
Der übliche Titel für die britischen Queens Consort lautete ab 1727 Queen consort of Great Britain and Ireland, ab 1801 Queen consort of the United Kingdom of Great Britain and Ireland, ab 1901 Queen consort of the United Kingdom of Great Britain and Ireland and of the British Dominions beyond the Seas und ab 1927 Queen consort of Great Britain, Ireland and the British Dominions beyond the Seas.

## Legende
Die männlichen Royal Consorts sind in der Auflistung anders als ihre weiblichen Gegenstücke, die Queen Consorts, blau unterlegt.
- Royal Consort
  - Bild: Zeigt ein Porträt des jeweiligen Royal Consort. Wo möglich wurde das von der Datierung der tatsächlichen Lebenszeit am nächsten kommende Porträt ausgewählt.
  - Name: Nennt den im Deutschen und Englischen üblichen Namen sowie die Lebensdaten der Royal Consorts.[1]
  - Dauer: Nennt den Zeitraum, während dessen die Person Royal Consort eines englischen Monarchen war.
- Krönung[2]
  - Datum: Nennt das Datum der Krönung zur Queen Consort.
  - Ort: Nennt den Ort der Krönung zur Queen Consort.
- verheiratet mit
  - Name: Nennt den Namen, die Herrschaftszeit sowie die Lebensdaten des mit dem Royal Consort in ehelicher Verbindung stehenden englischen Monarchen.[3]
  - Datum: Nennt das Datum der Heirat mit dem jeweiligen englischen Monarchen.[3]
  - Bild: Zeigt ein Porträt des jeweiligen englischen Monarchen, mit dem der Royal Consort in ehelicher Verbindung steht. Wo möglich wurde das von der Datierung der tatsächlichen Lebenszeit am nächsten kommende Porträt ausgewählt.

## Liste der Royal Consorts von Großbritannien (ab 1707)
In der Liste enthalten sind nur die anerkannten Royal Consorts, deren Ehen in die Regierungszeit des jeweiligen britischen Monarchen fällt. Dies schließt Ehepartner von britischen Monarchen aus, deren Ehe vor der Thronbesteigung ihrer Gatten geschieden beziehungsweise für nichtig erklärt wurde, wie dies bei Sophie Dorothea von Braunschweig-Lüneburg (* 1666; † 1726), Gattin des späteren Georg I. (1714–1727) und Maria Fitzherbert (* 1756; † 1837), erste Gattin des späteren Georg IV. (1820–1830) der Fall war. Ebenfalls nicht zu den Queen Consorts zu zählen ist Wallis Simpson (* 1896; † 1986), welche ihren Gatten, den vormaligen Eduard VIII. (1936), erst nach dessen Abdankung ehelichte.
| Royal Consort                                                    | Royal Consort | Royal Consort | Krönung            | Krönung            | verheiratet mit                                                          | verheiratet mit         | verheiratet mit |
| Bild                                                             | Name englischer Name/Lebensdaten                                                                                   | Dauer         | Datum der Krönung  | Ort                | Name Regentschaft/Lebensdaten                                            | Datum der Eheschließung | Bild            |
| Haus Stuart                                                      | Haus Stuart | Haus Stuart   | Haus Stuart        | Haus Stuart        | Haus Stuart                                                              | Haus Stuart             | Haus Stuart     |
| ---------------------------------------------------------------- | --- | ------------- | ------------------ | ------------------ | ------------------------------------------------------------------------ | ----------------------- | --------------- |
|                                                                  | Georg von Dänemark (englisch George of Denmark) * 1. Mai 1653 † 8. November 1708                                   | 1707–1708     | keine Krönung      | keine Krönung      | Anne (1702–1714) * 16. Februar 1665 † 12. August 1714                    | 7. August 1683          |                 |
| Haus Hannover                                                    | |               |                    |                    |                                                                          |                         |                 |
|                                                                  | Caroline von Brandenburg-Ansbach (englisch Caroline of Ansbach) * 11. März 1683 † 1. Dezember 1737                 | 1727–1737     | 22. Oktober 1727   | Westminster Abbey  | Georg II. (1727–1760) * 9. November 1683 † 25. Oktober 1760              | 2. September 1705       |                 |
| zusammen mit Gemahl                                              | Caroline von Brandenburg-Ansbach (englisch Caroline of Ansbach) * 11. März 1683 † 1. Dezember 1737                 | 1727–1737     |                    |                    | Georg II. (1727–1760) * 9. November 1683 † 25. Oktober 1760              | 2. September 1705       |                 |
|                                                                  | Charlotte von Mecklenburg-Strelitz (englisch Charlotte of Mecklenburg-Strelitz) * 19. Mai 1744 † 17. November 1818 | 1761–1818     | 22. September 1761 | Westminster Abbey  | Georg III. (1760–1820) * 4. Juni 1738 † 29. Januar 1820                  | 8. September 1761       |                 |
| zusammen mit Gemahl                                              | Charlotte von Mecklenburg-Strelitz (englisch Charlotte of Mecklenburg-Strelitz) * 19. Mai 1744 † 17. November 1818 | 1761–1818     |                    |                    | Georg III. (1760–1820) * 4. Juni 1738 † 29. Januar 1820                  | 8. September 1761       |                 |
|                                                                  | Caroline von Braunschweig (englisch Caroline of Brunswick) * 17. Mai 1768 † 7. August 1821                         | 1820–1821     | Krönung verweigert | Krönung verweigert | Georg IV. (1820–1830) * 12. August 1762 † 26. Juni 1830                  | 8. April 1795           |                 |
|                                                                  | Adelheid von Sachsen-Meiningen (englisch Adelaide of Saxe-Meiningen) * 13. August 1792 † 2. Dezember 1849          | 1830–1837     | 8. September 1831  | Westminster Abbey  | Wilhelm IV. (1830–1837) * 21. August 1765 † 20. Juni 1837                | 11. Juli 1818           |                 |
| zusammen mit Gemahl                                              | Adelheid von Sachsen-Meiningen (englisch Adelaide of Saxe-Meiningen) * 13. August 1792 † 2. Dezember 1849          | 1830–1837     |                    |                    | Wilhelm IV. (1830–1837) * 21. August 1765 † 20. Juni 1837                | 11. Juli 1818           |                 |
|                                                                  | Albert von Sachsen-Coburg und Gotha (englisch Albert of Saxe-Coburg) * 26. August 1819 † 14. Dezember 1861         | 1840–1861     | keine Krönung      | keine Krönung      | Victoria (1837–1901) * 24. Mai 1819 † 22. Januar 1901                    | 10. Februar 1840        |                 |
| Haus Sachsen-Coburg und Gotha (1917 Umbenennung in Haus Windsor) | |               |                    |                    |                                                                          |                         |                 |
|                                                                  | Alexandra von Dänemark (englisch Alexandra of Denmark) * 1. Dezember 1844 † 20. November 1925                      | 1901–1910     | 9. August 1902     | Westminster Abbey  | Eduard VII. (1901–1910) * 9. November 1841 † 6. Mai 1910                 | 10. März 1863           |                 |
| zusammen mit Gemahl                                              | Alexandra von Dänemark (englisch Alexandra of Denmark) * 1. Dezember 1844 † 20. November 1925                      | 1901–1910     |                    |                    | Eduard VII. (1901–1910) * 9. November 1841 † 6. Mai 1910                 | 10. März 1863           |                 |
|                                                                  | Maria von Teck (englisch Mary of Teck) * 26. Mai 1867 † 24. März 1953                                              | 1910–1936     | 22. Juni 1911      | Westminster Abbey  | Georg V. (1910–1936) * 3. Juni 1865 † 20. Januar 1936                    | 6. Juli 1893            |                 |
| zusammen mit Gemahl                                              | Maria von Teck (englisch Mary of Teck) * 26. Mai 1867 † 24. März 1953                                              | 1910–1936     |                    |                    | Georg V. (1910–1936) * 3. Juni 1865 † 20. Januar 1936                    | 6. Juli 1893            |                 |
|                                                                  | Wallis Simpson *19. Juni 1896 † 24. April 1986                                                                     | 1936          | keine Krönung      | keine Krönung      | Eduard VIII. (Januar 1936 - Dezember 1936) *23. Juni 1894 † 28. Mai 1972 | 3. Juni 1937            |                 |
|                                                                  | Elizabeth Bowes-Lyon (Queen Mum) * 4. August 1900 † 30. März 2002                                                  | 1936–1952     | 12. Mai 1937       | Westminster Abbey  | Georg VI. (1936–1952) * 14. Dezember 1895 † 6. Februar 1952              | 26. April 1923          |                 |
| zusammen mit Gemahl                                              | Elizabeth Bowes-Lyon (Queen Mum) * 4. August 1900 † 30. März 2002                                                  | 1936–1952     |                    |                    | Georg VI. (1936–1952) * 14. Dezember 1895 † 6. Februar 1952              | 26. April 1923          |                 |
|                                                                  | Philip, Duke of Edinburgh (englisch Philip of Greece) * 10. Juni 1921 † 9. April 2021                              | 1952–2021     | keine Krönung      | keine Krönung      | Elisabeth II. (1952–2022) * 21. April 1926 † 8. September 2022           | 20. November 1947       |                 |
|                                                                  | Camilla Rosemary Shand * 17. Juli 1947                                                                             | 2022–         | 6. Mai 2023        | Westminster Abbey  | Charles III. (2022–) * 14. November 1948                                 | 9. April 2005           |                 |
| zusammen mit Gemahl                                              | Camilla Rosemary Shand * 17. Juli 1947                                                                             | 2022–         |                    |                    | Charles III. (2022–) * 14. November 1948                                 | 9. April 2005           |                 |